# NGC 2694
NGC 2694 (również PGC 25143) – galaktyka eliptyczna (E1), znajdująca się w gwiazdozbiorze Wielkiej Niedźwiedzicy. Odkrył ją 9 marca 1850 roku George Stoney – asystent Williama Parsonsa. Stanowi parę z sąsiednią, z większą galaktyką NGC 2693.